# Mastocitosi cutanea
Per  mastocitosi cutanea in campo medico, si intende una forma di infiltrazione mastocitaria con loro iperplasia. Sotto tale termine rientrano diverse patologie fra cui la mastocitosi cutanea diffusa, l'orticaria pigmentosa e una forma particolare, la mastocitosi sistemica.

## Epidemiologia
Colpisce prevalentemente in età infantile.

## Sintomatologia
Fra i sintomi e i segni clinici ritroviamo comparsa di lesioni, sensazione di prurito, arrossamento, diarrea, vomito, nausea, artralgia, fino ai più gravi sincope e shock.

## Eziologia
Le cause sono da imputarsi al rilascio di mediatori nei mastociti (eparina, istamina e altre).

## Diagnosi
Una corretta diagnosi la si può concludere con anamnesi dove si comprende i quadro clinico del soggetto.

## Terapia
Si utilizzano gli anti-H1 

## Prognosi
La prognosi generalmente buona con guarigione spontanea, è possibile negli adulti una conversione alla forma sistemica.